# Jour après jour (film, 2006)
Pour les articles homonymes, voir Jour après jour.
Pour plus de détails, voir Fiche technique et Distribution.
Jour après jour est un documentaire français réalisé par Jean-Daniel Pollet et Jean-Paul Fargier, sorti en 2006.

## Synopsis
Jean-Daniel Pollet, immobilisé dans un fauteuil dans sa maison à la ferme de Cadenet depuis son grave accident, décide de se donner une règle : prendre au moins une photo par jour et cela pendant un an. C'est le corps du film, entre photographies du quotidien, saisons qui se suivent et poésie.

## Fiche technique
- Titre : Jour après jour
- Réalisation : Jean-Daniel Pollet et Jean-Paul Fargier
- Scénario : Jean-Daniel Pollet, avec la collaboration de Françoise et Leila Geissler
- Texte de Jean-Paul Fargier, dit par François Chattot
- Photographie : Jean-Daniel Pollet
- Son : Emmanuel Soland
- Musique : Antoine Duhamel et Dousty Dos Santos
- Montage : Sandra Paugam
- Production : Ex Nihilo (Marie Balducchi et Patrick Sobelman)
- Pays :  France
- Durée : 65 minutes
- Dates de sortie : 
  - France : 7 juillet 2006 (Festival international du film de La Rochelle)
  - France : 21 février 2007 (sortie nationale)

## Distribution
- Jean-Daniel Pollet

## À propos du film
- Jour après jour est composé exclusivement de plans fixes : ils correspondent à des photos que Jean-Daniel Pollet a prises au fil des saisons dans sa maison et dans son jardin du Vaucluse. Jean-Paul Fargier a achevé la réalisation du film après le décès de Jean-Daniel Pollet survenu en septembre 2004. D'où cette mention figurant au générique : « Jour après jour, un film de Jean-Daniel Pollet, réalisé par Jean-Paul Fargier ».
- Dans Télérama, Jacques Morice écrit : « Autant les photos parlent du lointain et du proche avec une limpidité exemplaire, autant le texte cède un peu à l’austérité emphatique. On garde néanmoins la sensation forte d’une présence en creux, celle du regretté Jean-Daniel Pollet (Méditerranée, L’Acrobate), libre éclaireur et précurseur d’un cinéma nomade à la croisée du documentaire et de la poésie ».
- Pour Cyril Neyrat (Cahiers du cinéma), « la moindre photo de Jour après jour confirme son exceptionnelle acuité visuelle, qui donne à toute chose imprimée sur la pellicule une présence charnelle unique ».